# Лали (шахрестан)
Лали́ (перс. شهرستان لالی‎) — один из 20 шахрестанов (областей) иранской провинции Хузестан. Административный центр — город Лали.
В состав шахрестана входят районы (бахши):
- Меркези (центральный) (بخش مرکزی)
- Хети (بخش حتی)

Население области на 2006 год составляло 35 549 человек.

## Населённые пункты
| Русское название | Оригинальное название (фарси) | Население, чел. (2006) |
| ---------------- | ----------------------------- | ---------------------- |
| Лали             | لالي                          | 16 213                 |
| Гечгорса         | گچ گرسا                       | 1 618                  |
| Дарребури        | دره بوري                      | 1 040                  |